# Aoristo
L'aoristo (dal greco antico ἀόριστος χρόνος?, "tempo non-definito") è un tempo verbale impiegato in lingue come il greco antico e moderno, il sanscrito, il serbocroato, il bulgaro, il persiano, il berbero.

## Descrizione
Si tratta di una forma verbale che, come dice il nome stesso, si pone al di fuori della tradizionale contrapposizione tra un aspetto imperfettivo (azione in corso di svolgimento) e quello perfettivo (azione compiuta). L'aoristo caratterizza l'azione in sé e per sé, colta nel momento in cui si svolge, senza indicazioni precise di tempo, perciò si presta a essere impiegato nella narrazione. 
L'aoristo solo all'indicativo porta l'aumento, caratteristica che lo colloca nel passato, ed è solitamente tradotto col passato remoto in italiano. 
Va però ricordato che è improprio inserire indicazioni di tempo tra le caratteristiche proprie dell'aoristo: per esempio, l'espressione Kyrie eleison (dal greco Κύριε ἐλέησον, "Signore, abbi pietà") contiene l'imperativo aoristo di ἐλεέω (eleéō, "avere pietà").
Un altro uso dell'aoristo in greco è quello del cosiddetto "aoristo gnomico", che indica proverbi o sentenze validi sia per il passato, che per il presente, che per il futuro.
In latino, l'aoristo ha finito per fondersi con il perfetto, in opposizione all'imperfetto. Per esempio, dixi ("dissi/ho detto"), voce del verbo dico ("dire"), è classificato come perfetto, ma proviene da un antico aoristo sigmatico.

## Aoristo greco
L'aoristo è un tempo storico, esprime un'azione vista di per sé a prescindere dalla sua durata, conclusa nel passato, ed esprime dunque il valore della puntualità. Se essa viene vista dal suo momento iniziale si ha un aoristo ingressivo, che si traduce al passato remoto, se invece l'azione è vista nel suo momento conclusivo, l'aoristo ha valore egressivo. Come il presente greco, l'aoristo possiede una flessione completa, includente indicativo, congiuntivo, ottativo, imperativo, infinito e participio, presenta tre diatesi: attiva, media e passiva, quest'ultima ha suffissi propri. L'indicativo presenta come l'imperfetto l'aumento, ed è quindi l'unico modo dell'aoristo dotato di un vero e proprio valore temporale (cioè appunto un tempo storico, a differenza dell'imperfetto, che è fortemente legato al presente greco per l'espressione temporale dell'azione). Gli altri modi invece dell'aoristo non hanno alcun valore temporale, non hanno l'aumento, e si differenziano dai corrispettivi presenti e perfetti soltanto per il diverso valore aspettuale, ossia per le desinenze, anche se in alcuni contesti  sintattici, possono comunque indicare una distanza temporale.
Lo studio moderno suddivide l'aoristo greco in tre tipi:

### Aoristo debole o primo sigmatico
Include tutti i temi verbali in vocale debole e dittongo, e di vari temi in consonante, si formava in modo atematico unendo al tema temporale il suffisso -σ e le desinenze secondarie dei tempi storici. Dato che in seguito ad alcuni fenomeni fonetici, dovuti all'incontro di liquide e nasali con σ, tale suffisso può scomparire, è stata introdotta una suddivisione, per lo più a scopo didattico, simile alla suddivisione del futuro greco, l'aoristo sigmatico e asigmatico in cui il sigma cade. Nel sigmatico i temi verbali in vocale presentano l'allungamento della stessa iniziale (τιμάω, tv. τιμᾰ-/τιμη-, aoristo = ἐτίμησα). I temi verbali con radice in vocale usano il grado apofonico allungato. I temi verbali in consonante muta presentano alcune modifiche fonetiche dovute all'incontro della consonante finale del tema verbale con il σ del suffisso (π β φ + σ = ψ / κ γ χ + σ = ξ / τ δ θ + σ = ζ). Se dentale è preceduta da ν, cadono interi gruppi tipo νδ o ντ e la vocale che precede subisce l'allungamento di compenso.
L'aoristo asigmatico primo, per comprendere il suo presente, si può procedere come nel futuro, eliminando l'aumento e il suffisso in sigma, in modo da risalire al tema verbale. Questo aoristo si verifica nei verbi con tema in liquida o nasale che si fondono con sigma del suffisso, la consonante finale cade, provocando l'allungamento di compenso della vocale che precede la liquida o la nasale, esempio τίλλω = ἔτιλα.

### Aoristo secondo o forte
Ha una forma molto antica, il tema temporale è formato dalla radice (per questo tale aoristo è detto anche radicale) cui viene aggiunta la vocale tematica -ε/ο; la struttura morfologica delle desinenze risulta simile a quella dell'imperfetto, solo nell'indicativo, e per gli altri modi del congiuntivo e dell'ottativo e del participio alle desinenze del presente. Hanno l'aoristo forte quei verbi i cui temi hanno l'apofonia, poiché i temi si formano con due gradi apofonici diversi, per la radice λειπ/λοιπ/λιπ-, si forma il presente λείπω, l'aoristo II è  ἔλιπον, con apofonia grado zero, che risulta distinto oltretutto dall'imperfetto ἔλειπον. L'aoristo forte si forma anche con radici verbali che hanno suffissi e infissi nel presente, come λαμβάνω = ἔλαβον.

### Aoristo terzo o fortissimo o atematico
Questo aoristo è la forma più antica di questo tempo, esistente già in Omero; nel dialetto attico è formato solo da una decina di verbi che possiedono l'intero sistema, poi da alcune forme isolate. La diatesi è di regola quella attiva, con l'aggiunta di alcune rare forme medie, e il significato è intransitivo (ἔστην "stetti, mi fermai", ἔβην "andai", ἔφυν "nacqui" ecc.). Essendo atematico, si forma con l'aumento, senza la presenza di infissi, avendo la terminazione finale delle desinenze simile a quella dell'aoristo sigmatico; il congiuntivo è il solo modo che possiede una flessione tematica con le desinenze del congiuntivo presente, l'ottativo ha la caratteristica modale -ιη-/-ι- anziché -oι-, usata anche nei verbi contratti. Il participio presenta l'abbreviamento della vocale per la legge di Osthoff e la caduta del suffisso -ντ con successivo allungamento di compenso della vocale.

#### Aoristo cappatico
L'aoristo cappatico è una forma di aoristo terzo che presenta, nelle sole tre persone singolari dell'indicativo, il suffisso -κα preso in prestito dal perfetto I. Esso riguarda soltanto i tre verbi ἵημι (aor. ἧκα), δίδωμι (aor. ἔδωκα) e τίθημι (aor. ἔθηκα). Possiede sia la diatesi attiva che quella media.

### Aoristo passivo
Per la formazione dell'aoristo passivo, con desinenze proprie rispetto alle diatesi attiva e media, si utilizzano il suffisso -θη- per l'aoristo debole (così come per lo stesso futuro debole), e semplicemente -η- per l'aoristo e il futuro passivo forti, sempre mantenendo in quanto all'aoristo, l'aumento. Per le desinenze, si usano quelle dell'aoristo fortissimo all'indicativo attivo, per il congiuntivo sempre la vocale -ω, per l'ottativo -ιη, per l'imperativo -τι/-τω.

## Lingue non indoeuropee
Benché sia un termine linguistico nato nel contesto della grammatica greca, il termine aoristo viene impiegato anche per definire tempi con determinate caratteristiche di indeterminatezza tempo-aspettuale, anche al di fuori delle lingue indoeuropee.
Per esempio, nella lingua turca l'aoristo ha un valore completamente diverso da quello riscontrabile nelle lingue indoeuropee.
L'aoristo è anche uno dei tre temi principali del verbo in berbero, accanto al perfetto (o "compiuto" o "preterito" secondo gli studiosi) e all'imperfetto (o "incompiuto", o "aoristo intensivo"). Il suo uso è oggi differenziato a seconda delle diverse lingue e dialetti; in tashelhit esso assume il valore del verbo posto all'inizio del periodo: se il periodo inizia con un perfetto, seguito da una serie di aoristi, questi avranno tutti un valore di perfetto; se invece in testa al periodo vi è un imperfetto, gli aoristi successivi avranno anch'essi un valore imperfettivo.
In quenya, lingua artificiale ideata da J. R. R. Tolkien, l'aoristo ha il valore di un presente abituale.